# Flora Carabella
Flora Carabella, née le 26 février 1926 à Rome dans la région du Latium et morte le 19 avril 1999 dans la même ville, est une actrice italienne.

## Biographie
Née en 1926, Flora Carabella est la fille du compositeur Ezio Carabella (1891-1964). Elle commence sa formation à l'Académie nationale d'art dramatique à Rome et débute comme actrice au théâtre. 
En 1950, elle épouse l'acteur Marcello Mastroianni, rencontré sur la pièce de théâtre Six personnages en quête d'auteur de Luigi Pirandello joué sous la direction d'Orazio Costa (it). Avec lui, elle eut une fille, Barbara, née le 2 décembre 1951. Elle fut mariée avec lui jusqu'à la mort de celui-ci, malgré leur séparation en 1970.
Au cinéma, elle apparaît pour la première fois dans le drame Les Basilischi de Lina Wertmüller. Elle incarne l'année suivante la princesse Hérodiade dans le film historique Le Messie de Roberto Rossellini et joue dans la comédie Culastrisce nobile veneziano de Flavio Mogherini. Elle joue ensuite des rôles secondaires ou de figuration pour Sergio Citti, Carlo Vanzina, Alberto Sordi, Luigi Magni ou Salvatore Maira, jusqu'à sa dernière apparition dans le rôle de la mère de Riccardo Maranzana dans le drame Quando finiranno le zanzare de Giorgio Pandolfi (de) en 1994.
Elle meurt d'une tumeur osseuse le 20 avril 1999.

## Filmographie

### Au cinéma
- 1975 : Les Basilischi (I basilischi) de Lina Wertmüller
- 1976 : Le Messie (Il Messia) de Roberto Rossellini
- 1976 : Culastrisce nobile veneziano de Flavio Mogherini
- 1977 : La Cabine des amoureux (Casotto) de Sergio Citti
- 1978 : La fine del mondo nel nostro solito letto in una notte piena di pioggia de Lina Wertmüller
- 1982 : Viuuulentemente mia de Carlo Vanzina
- 1982 : In viaggio con papà d'Alberto Sordi
- 1983 : State buoni se potete de Luigi Magni
- 1985 : La Cage aux folles 3 de Georges Lautner
- 1993 : Donne in un giorno di festa de Salvatore Maira
- 1994 : Quando finiranno le zanzare de Giorgio Pandolfi (de)

### À la télévision

#### Séries télévisées
- 1981 : Cinéma 16
- 1982 : Il caso Murri
- 1984 : All'ombra della grande quercia
- 1986 : Quando arriva il giudice

#### Téléfilms
- 1979 : Tre ore dopo le nozze